# Mariana da Purificação
A Venerável Madre Mariana da Purificação (Lisboa, 5 de Novembro de 1623 — Beja, 8 de Dezembro de 1695) foi uma freira da Ordem das Carmelitas da Antiga Observância que, tendo nascido na cidade de Lisboa e professado e vivido os seus votos religiosos no Convento de Nossa Senhora da Esperança de Beja, faleceu com fama de santidade no dia 8 de Dezembro de 1695. Deixou escritos autobiográficos e de interesse ascético.
No século XIX, Dom António Xavier de Sousa Monteiro fez a exumação do seu cadáver, já anteriormente analisado e confirmado como incorrupto por inspecção de Dom Frei Manuel do Cenáculo, e trasladou-o para a Igreja do Salvador, onde se encontra ainda hoje na capela lateral ao altar-mor. No século XX a pedido do pároco da igreja e com a autorização de Dom Manuel dos Santos Rocha, o corpo foi novamente exposto. Actualmente encontra-se coberto. O único retrato da mesma encontra-se no Museu Igreja de Nossa Senhora dos Prazeres de Beja.